# Romanna Remor
Romanna Giulia Ceccon Leandro Remor Marcelino (Criciúma, 18 de fevereiro de 1975) é uma administradora, professora e política brasileira, que exerceu mandato como deputada federal suplente pelo PMDB-SC entre 8 de novembro de 2011 e 1 de março de 2012.

## Biografia
Romanna Giulia Ceccon Leandro Remor Marcelino é filha de Julieta Ceccon Leandro e João Rogério Remor.
Ela é formada em Relações Internacionais com ênfase em política e economia internacional e tem mestrado em Administração Pública.
É casada com Gileno Marcelino.

## Carreira política
Romanna foi vereadora na Câmra Municipal de Criciúma por dois mandatos: 2008 e 2011. Em julho de 2010, licenciou-se por alguns meses para concorrer a deputada federal.
Em março de 2018, assumiu a Secretaria de Estado da Assistência Social, Trabalho e Habitação de Santa Catarina a pedido do então governador Eduardo Pinho Moreira.